# Robert Breiter
Robert « Bobby » Breiter (né le 28 mars 1909 à Lausanne, mort le 19 novembre 1985 dans la même ville) est un joueur professionnel suisse de hockey sur glace.

## Carrière
Robert Breiter joue au Hockey Club Saint-Moritz de 1926 à 1933 et au GG Berne de 1933 à 1934. Il est champion de Suisse en 1928.
Robert Breiter joue avec l'équipe nationale de 1927 à 1930. Il participe aux Jeux olympiques de 1928 à Saint-Moritz où la Suisse remporte la médaille de bronze,. Il y joue cinq matchs et marque un but.
Il avait pour particularité de jouer avec des lunettes,.
Après sa retraite, il devient président du HC Montchoisi,. Il est plus tard avocat à Lausanne,.